# Marathyssa harmonica
Marathyssa harmonica är en fjärilsart som beskrevs av George Francis Hampson 1898. Marathyssa harmonica ingår i släktet Marathyssa och familjen nattflyn. Inga underarter finns listade i Catalogue of Life.